# Marius Jonker
Marius Jonker, né le 19 juin 1968 à Kimberley (Afrique du Sud) est un arbitre international sud-africain de rugby à XV.

## Carrière d'arbitre
Il a arbitré son premier match international le 20 août 2005. Marius Jonker a arbitré notamment un match du IRB Pacific 5 Nations en juin 2006.
Il arbitre des matchs de la Coupe du monde de rugby à XV 2007 en France.
En 2019, il est sélectionné pour être l'un des quatre arbitres vidéos lors de la Coupe du monde de rugby à XV au Japon.